# Jean-Jacques Guizot
Jean-Jacques Guizot dit « le jeune » (12 octobre 1789 à Nîmes - 19 février 1835 à Paris) est un haut fonctionnaire et traducteur français.
Il est le frère cadet du ministre François Guizot.

## Biographie

### Origines familiales
Jean-Jacques Guizot naît le 12 octobre 1789 à Nîmes. Il est le fils de l'avocat André Guizot et d'Elisabeth-Sophie Bonicel. Son grand-père Jean Guizot est pasteur au Désert. Il doit son prénom à son grand-père Jean-Jacques Bonicel, avoué et procureur du sénéchal à Nîmes, davantage qu'à Jean-Jacques Rousseau. Il est le frère cadet de François Guizot, né le 4 octobre 1787.
Les familles Guizot et Bonicel appartiennent à la bourgeoisie cévenole aisée et calviniste:14, liée aux camisards et dont les membres risquent leur vie dans les assemblées du Désert:172. Ce n'est qu'au printemps suivant l'édit de Tolérance de novembre 1787 que la famille dispose d'un état civil régulier:14-15.
Partisan des Girondins lors de la Révolution, André Guizot est guillotiné à Nîmes le 8 avril 1794, à l'âge de 27 ans. Quelques jours avant son exécution, il est autorisé à reçevoir la visite de ses deux fils en prison. Matériellement dans la gêne, la jeune veuve s'installe avec ses fils à Genève en 1799:15.

### Carrière
En 1805, François part à Paris étudier le droit, tandis qu'Elisabeth Sophie et Jean-Jacques retrouvent Nîmes et les grands-parents Bonicel.
À 20 ans, Jean-Jacques est oisif, allant jusqu'à se laisser pousser la barbe. François songe à demander pour son frère une sous-lieutenance à Napoléon Ier ou une place au ministère de la Guerre à Naples. En 1812, Jean-Jacques obtient finalement une place à la Régie des tabacs, à Paris. En 1815, son frère le place au bureau des subsistances dépendant du ministère de l'Intérieur:189.
À partir de mars 1819, François Guizot, alors directeur général de l'administration départementale au ministère de l'Intérieur, tente en vain de convaincre Hercule de Serre, garde des Sceaux du cabinet Decazes, de faire nommer Jean-Jacques au Conseil d'État : « Je vous prie en grâce d'en finir le plus tôt que vous pourrez ; je le dois à mon frère et à la bonne grâce avec laquelle il a renoncé, sur mon avis, à la préfecture qui lui avait été positivement promise. Je mets au prompt succès de cette demande, qui à coup sûr n'a rien d'excessif, la plus grande importance, et je l'attends tout à fait de votre amitié ». Jean-Jacques devient finalement sous-préfet de Saverne, et un an après, sous-préfet de Marvejols:189.
En 1823, la réaction ultra provoque sa révocation et la suspension de l'Université de son frère. Il s'occupe alors de traductions de l'anglais et de l'allemand:190, notamment dans les travaux d’édition de François.
À la suite de la révolution de Juillet, son frère François le nomme chef du personnel au ministère de l'Intérieur et le place au Conseil d'Etat comme maître des requêtes. Il lui obtient également la Légion d'honneur:190.

### Objet d'une célèbre confusion historique
François Guizot est critiqué, tout au long de sa vie et par ses opposants politiques, pour s'être rendu à Gand au nom du parti libéral porter « les conseils des royalistes constitutionnels » à Louis XVIII, en pleine seconde invasion de la France. Il est également accusé d'avoir signé l'acte additionnel aux constitutions de l'Empire du 22 avril 1815 puis d'avoir rendu sa signature indéchiffrable à son retour de Gand, après s'être introduit dans les bureaux du ministère. Le signataire de l'acte était en fait Jean-Jacques, chef de bureau au ministère de l'Intérieur, révoqué de ses fonctions au mois de mai 1815. François avait, quant à lui, quitté ses fonctions de secrétaire général au même ministère le 20 mars 1815. Le Moniteur universel, journal à l'origine de la première accusation, rectifie officiellement cette erreur en 1844.

### Description par ses contemporains
Décrit contre léger, fantasque et généreux, Jean-Jacques est très proche de son aîné François. Ce dernier écrit en 1809 à sa mère : « Tu sais comme je l'aime. Il n'est rien que je ne fisse pour lui. Je le regarde comme mon enfant »:189.
Le futur maréchal de Castellane le décrit dans son Journal : « C'était un brave garçon, petit et laid et bien ridicule. On ne l'appelait jamais que ''J.-J.''. Quoiqu'il fût frère d'un ministre, on n'avait jamais osé en faire plus qu'un maître des requêtes au Conseil d'Etat »:190.

### Situation familiale
Il est le parrain de François Guizot, fils de son frère François et de sa première épouse Pauline de Meulan, né en 1815:190.
Le 9 décembre 1826 à Paris, il épouse Alexandrine Suzanne Amélie Vincens, issue d'une très bonne famille protestante nîmoise, née le 9 avril 1791. Les oncles de son épouse avaient été députés du Gard, l'un à la Législative, l'autre sous les Cent-Jours. Son beau-père Emile est directeur au ministère du Commerce et conseiller d'Etat. Le couple n'a pas d'enfants:190.

### Mort
Jean-Jacques Guizot meurt le 19 février 1835 à l'âge de 45 ans. Sa veuve meurt le 30 décembre 1836 à Paris, au 8 rue Thiroux:190.
Le couple est inhumé au cimetière du Père-Lachaise, division 5, chemin Maison, 3ème ligne. Tous deux reposaient avec Pauline de Meulan avant que ses restes ne soient transférés pour rejoindre son époux , à Saint-Ouen-le-Pin dans le Calvados.
Le neveu et filleul de Jean-Jacques, François, meurt de pleurésie le 15 février 1837:26. Le 10 septembre 1837, François Guizot écrit à sa mère au sujet d'une visite au beau-père de son frère : « Je dîne demain lundi à la rue Thiroux. Je n'entre jamais dans cette maison sans un serrement de coeur si amer. Nous avions là deux créatures qui nous étaient si profondément attachées, dévouées, à vous, à moi, à mes enfants ! Et je n'en retrouve aucune. Et je ne puis aller prendre là mon pauvre frère, ni la bonne Amélie, pour les emmener avec moi à la campagne ! Et si je les y trouvais, si je les emmenais, quel vide ils y trouveraient ! Comme ils chercheraient en vain ! »:190-191.
C'est en partie grâce à l'indemnisation pour expropriation d'une maison rue Mauconseil que François Guizot tient de Jean-Jacques qu'il peut avancer à son fils Guillaume 37 000 francs des 52 000 de dettes avouées de son fils en 1866:211.

## Traductions
- Tableau de la constitution du royaume d'Angleterre de George Custance (édition 1817), traduit avec Charles Loyson ;
- Le Presbytère au bord de la mer d'August Lafontaine (éditions 1817 et 30), traduit avec Jean-Baptiste Sauvan ;
- Manuel historique du système politique des états de l'Europe et de leurs colonies depuis la découverte des deux Indes d'Arnold Hermann Ludwig Heeren (édition 1841), traduit avec Jacques Vincens Saint-Laurent[1].